# Johnny Panic
Johnny Panic es una banda de rock alternativo de Londres, fue fundada en el 2002.

## Miembros de la banda
- Rob Solly - guitarrista (miembro fundador)
- Jonny Shock - percusionista (miembro fundador)
- Matt James - guitarrista & vocalista de apoyo (miembro fundador)
- Sean Mannion - bajista & vocalista de apoyo

### Antiguos miembros
- Nash Francis - bajista & vocalista de apoyo (miembro fundador)

## Historia
Johnny Panic fue fundado en el 2002. Su música puede ser descrita como música rock, inspirada por bandas como The Clash y The Jam. Después del lanzamiento de varios sencillos, llegó el  debut del álbum de la banda "The Violent Dazzling" que fue lanzado al mercado en el 2005. Poco después, el bajista Nash Francis dejó la banda para ser reemplazado por Sean Mannion. Su segundo álbum, "The Good Fight" fue lanzado en noviembre del 2007 con la compañía discográfica Repeat Records y fue precedida por el sencillo "Dislocation" el 29 de octubre.
En el 2006, su canción "I Live for" fue usada en la banda sonora del videojuego Test Drive Unlimited y el cover que realizaron a partir de la canción Happy Together, éxito de la banda The Turtles, fue usado en un comercial de televisión de npower. El nombre de la banda proviene del cuento "Johnny Panic and the Bible of Dreams" de la poeta estadounidense Sylvia Plath.

## Discografía

### Álbumes
| Año  | Título               | Puesto en la lista |
| ---- | -------------------- | ------------------ |
| 2005 | The Violent Dazzling | -                  |
| 2007 | The Good Fight       | -                  |

### Sencillos
| Año  | Título                                          | Puesto en la lista |
| ---- | ----------------------------------------------- | ------------------ |
| 2004 | "You're A Fool"                                 | 6                  |
| 2004 | "Burn Your Youth"                               | 69                 |
| 2004 | "Chemical Girlfriend" [únicamente por descarga] | -                  |
| 2005 | "Minority Of One"                               | 60                 |
| 2005 | "Automatic Healer"                              | 78                 |
| 2006 | "Happy Together" / "I Live For"                 | 153                |
| 2007 | "The Rebel" [únicamente por descarga]           | 124                |
| 2007 | "Dislocation"                                   | 1                  |
| 2008 | "The Rebel"                                     | 13                 |